# Pravna šola Berytus
Pravna šola Berytus (znana tudi kot bejrutska pravna šola) je bila središče za študij rimskega prava v klasični antiki v Berytusu (današnji Bejrut, Libanon). Cvetela je pod pokroviteljstvom rimskih cesarjev in delovala kot vodilno središče sodne prakse Rimskega cesarstva do njegovega uničenja leta 551 n. št.
Pravne šole Rimskega cesarstva so ustanovile organizirane hrambe cesarskih ustav ter institucionalizirale študij in sodne prakse, da bi razbremenile zaposlena cesarska sodišča. Arhiviranje cesarskih ustav je olajšalo nalogo pravnikov pri sklicevanju na pravne precedense. Začetki bejrutske pravne šole so nejasni, a verjetno je bila ustanovljena pod Avgustom v 1. stoletju. Najzgodnejša pisna omemba šole sega v leta 238–239 našega štetja, ko je bil njen sloves že uveljavljen. Šola je pritegnila mlade, premožne rimske državljane in njeni profesorji so veliko prispevali k Justinijanovemu zakoniku. Šola je dosegla tako široko priznanje po vsem cesarstvu, da je bil Bejrut znan kot mati zakonov. Ko je bizantinski cesar Justinijan I. zaprl druge provincialne pravne šole, je bil Bejrut ena redkih šol, ki so lahko nadaljevale s poučevanjem sodne prakse.
Študij v Bejrutu je trajal pet let in je poleg razprav o primerih obsegal revizijo in analizo klasičnih pravnih besedil in cesarskih ustav. Justinijan se je osebno zanimal za poučevanje in je bejrutskemu škofu, guvernerju Phoenicia Maritime in učiteljem zadolžil vzdrževanje discipline v šoli.
Objekti šole so bili uničeni po močnem potresu, ki je prizadel feničansko obalo. Prestavljena je bila v Sidon, vendar ni preživela arabskega osvajanja leta 635 našega štetja. Starodavna besedila potrjujejo, da je bila šola poleg starodavne cerkve Anastasis, katere ostanki ležijo pod grško pravoslavno stolnico sv. Jurija v zgodovinskem središču Bejruta.

## Ozadje
Od rimskega cesarja se je kot poroka za pravičnost pričakovalo, da bo veliko časa posvetil sodnim zadevam. Bil je vrhovni sodnik, čigar glavna pravica (jus) je bila urejanje vseh javnih zadev, za kar je lahko kadar koli zahteval pomoč od kogarkoli.
Pri pravnih pritožbah, peticijah podanikov in sodnih poizvedbah sodnikov in guvernerjev so se cesarji pozorno posvetovali s pravniki (iuris consulti), ki so bili običajno tajniki, imenovani iz konjeniškega reda. Od vladavine Avgusta (27 pr. n. št. do leta 14 n. št.) so pravniki začeli sestavljati organizirane zbirke cesarskih odlokov (constitutiones), pravna znanost pa je postala funkcija uprave, ki jo je sponzoriral cesar. Vsaka nova sodna odločitev je temeljila na arhiviranih pravnih precedensih in prejšnjih posvetovanjih. Repozitoriji edikta in cesarsko sponzorirana pravna znanja so povzročila najzgodnejši pravni šolski sistem zahodnega sveta, ki je bil posebej namenjen usposabljanju poklicnih pravnikov.

## Zgodovina
Med vladavino Avgusta je bil Bejrut ustanovljen pod imenom Colonia Iulia Augusta Felix Berytus (in dobil status Ius Italicum) kot kolonija za veterane bitke pri Akciju iz legij V. legija Macedonica in III. legija Gallica. Izbrano je bilo za regionalno središče namesto pomembnejših feničanskih mest Tira in Sidona, ki sta imeli zgodovino vojne proti Rimu.
Bejrut je bil prvič pisno omenjen kot glavno središče za študij prava v 239 delih Gregorija Thaumaturgusa, škofa Neo-Cezareje. Drugi zgodnji pisni viri ne omenjajo, kdaj je bila ustanovljena pravna šola, o datumu pa se veliko razpravlja med sodobnimi zgodovinarji in učenjaki. Edward Gibbon je domneval, da je njegovo ustanovitev morda vodil lokalno rojeni cesar Aleksander Sever, ki je vladal v letih 222–235 našega štetja; to hipotezo je podprl Gilles Ménage, francoski učenjak iz poznega 17. stoletja. Italijanski pravnik Scipione Gentili pa je ustanovitev šole pripisal Avgustu, medtem ko je nemški teolog iz 19. stoletja Karl Hase zagovarjal njeno ustanovitev kmalu po zmagi pri Akciju (31 pr. n. št.). Adolf Friedrich Rudorff jo je datiral v Hadrijanovo vladavino, medtem ko je Franz Peter Bremer predlagal, da je bila odprta okoli leta 200, na podlagi Thaumaturgusa.
Theodor Mommsen je povezal ustanovitev pravne šole v Bejrutu s potrebo po pravnikih, saj je bilo mesto izbrano za skladišče rimskih cesarskih ediktov o vzhodnih provincah. Po prihodu v Bejrut so bili prevedeni v grščino, objavljeni in arhivirani. Ta funkcija je bila prvič zabeležena leta 196 našega štetja, datum najzgodnejših konstitucij iz Gregorijanskega kodeksa, vendar se domneva, da je mesto služilo kot skladišče že od prej. Bližina skladišča pravni šoli je bejrutskim pravnikom omogočila pregledovanje arhiviranih dokumentov in študentom, da so se seznanili z najnovejšimi cesarskimi odloki – prednost, ki je pravnim šolam v Caesarea Maritima in Aleksandriji manjkalo.
Cesarja Dioklecijan in Maksimijan iz 3. stoletja sta izdala ustavo, s katero sta študente pravne fakultete v Bejrutu izvzela iz obvezne službe v njihovih domačih krajih. V 4. stoletju je grški retorik Libanij poročal, da je šola pritegnila mlade učence iz premožnih družin, in obsojal šolsko uporabo latinščine, ki je bila v stoletju postopoma opuščena v korist grščine. Do 5. stoletja je Bejrut pridobil vodilni položaj in ugled med pravnimi šolami cesarstva; njegovi učitelji so bili zelo cenjeni in so imeli glavno vlogo pri razvoju pravnega učenja na Vzhodu do te mere, da so jih poimenovali »ekumenski mojstri«. Od leta 425 je konstantinopelska pravna šola postala konkurenčno središče študija prava in je bila poleg bejrutske edina šola, ki se je obdržala potem, ko je Justinijan I. leta 529 zaprl šole v Aleksandriji, Caesarea Maritima in Atenah, ker so bili njihovi nauki v nasprotju s krščansko vero.
9. julija 551 je feničanska obalna mesta opustošil potres velike magnitude. V Bejrutu sta potresu sledila cunami in požar, ki je uničil mesto. Pri tem je življenje izgubilo 30.000 ljudi, med njimi številni študenti iz tujine. Justinijan je namenil sredstva za obnovo Bejruta, pravna šola pa je bila do obnove začasno preseljena v južno feničansko mesto Sidon; najboljši učitelji pa so se preselili v Konstantinopel. Nesreča je ponovno prizadela Bejrut leta 560 našega štetja, ko je ogromen požar opustošil okrevajoče mesto. Pravna šola ni bila ponovno odprta in vsi obeti za njeno vrnitev so bili opuščeni z arabskim osvajanjem leta 635.

## Akademski svet
Študij na pravni fakulteti v Bejrutu je bil omejen na rimsko pravo; ni zajemal lokalnih zakonov province Fenicije. Starodavna besedila dajejo predstavo o učnem načrtu, metodi poučevanja, jezikih tečaja in njegovem trajanju.
Od potencialnih študentov se je pričakovalo, da so opravili študij slovnice, retorike in enciklopedičnih ved. Drugi predpogoj je bilo obvladovanje grščine in latinščine, glede na to, da so bili klasični pravni viri in cesarske ustave, uporabljene v učnem programu, napisani v latinščini. Kandidati so lahko nadaljevali pripravljalni študij v javnih šolah ali imeli zasebne učitelje.

### Učni načrt
Malo je znanega o učnem načrtu bejrutske pravne šole pred 5. stoletjem. Scholia Sinaitica in Scholia k baziliki nudita vpogled v šolsko metodo poučevanja, ki je primerljiva z metodo takratnih retoričnih šol. Predavatelj je obravnaval in analiziral pravna besedila z dodajanjem lastnih komentarjev, ki so vključevali sklicevanja na analogne odlomke iz cesarskih konstitucij ali iz del uglednih klasičnih rimskih pravnikov, kot je Ulpijan. Nato bi oblikoval splošna pravna načela in jih uporabil za reševanje pravnih problemov, ki bi jih navdihnili dejanski primeri iz prakse. Ta metoda se je razlikovala od sheme klasičnih časov, v kateri je moral študent obvladati osnove prava, preden se je vključil v študije primerov.
Pravno prakso so poučevali v latinščini, tudi na pravnih šolah na Vzhodu, toda proti koncu četrtega in na začetku 5. stoletja je latinščino v Bejrutu izpodrinila grščina, ki je bila dolgo uveljavljena lingua franca vzhodnih ozemelj Rimskega cesarstva. Podoben premik se je verjetno zgodil v carigrajski šoli približno v istem času.
Omnemova ustava na začetku je edini vir informacij o obstoječem študijskem sistemu v 5. stoletju do Justinijanove reforme leta 533. Stari program je bil štiriletni tečaj, ki ga je bilo treba zaključiti pred 25. letom starosti. Tečaji so temeljili na delih Gaja, Ulpijana, Papinijana in Pavla. Študenti so tri leta obiskovali predavanja, četrto leto pa so preživeli v zasebnem študiju Paulusove Response; imeli so možnost ostati še peto leto, da bi študirali cesarske ustave. Študenti vsakega letnika so se razlikovali po posebnih vzdevkih: prvi letnik Dupondii; drugi Edictales; tretji Papinianistae; četrti Lytae.
Justinijanova konstitucija Omnem je določila trajanje pravnega tečaja v šolah v Bejrutu in Konstantinoplu na pet let. Tečaji so bili sestavljeni iz predavanj in samostojnega učenja z uporabo gradiva, naprednega v njegovem Corpus Juris Civilis in sicer Institutiones (Inštituti), Digesta (Pregled) in Codex (Kodeks).Študentom prvega letnika so predavali Institutiones in prvi del Digest; študenti drugega letnika so se učili večji del Digest, študenti tretjega letnika pa so se morali naučiti različnih besedil iz Papinijana in leges singulares. V četrtem letniku tečaja ni bilo predavanj, ampak so učenci študirali preostanek Digest. Vzdevke so še vedno dajali glede na letnik študija, vendar je Justinijan spremenil imena študentov prvega letnika od lahkomiselnega Dupondija (kar pomeni »dva penija«) do Iustinianija novega in poimenovanih študentov petega letnika Prolytae. Na koncu tečaja so diplomanti prejeli potrdila, ki so jim omogočala delo kot sodni odvetniki ali v cesarski državni službi.

## Lokacija
V zgodovini so rimske postaje ali avditoriji, kjer se je poučevalo, stale poleg javnih knjižnic v templjih. Ta ureditev je bila kopirana v rimski koloniji v Bejrutu. Prva omemba prostorov šole je iz leta 350, vendar v opisu ni navedena lokacija. V 5. stoletju je Zacharias Rhetor poročal, da je šola stala zraven »Božjega templja«, katerega opis je dovoljeval istovetenje z bizantinsko stolnico Anastasis.
Na prelomu 20. stoletja so arheološka izkopavanja na trgu med grško pravoslavno stolnico sv. Jurija in maronitsko stolnico sv. Jurija odkrila nagrobno stelo z vgraviranim epitafom možu po imenu Patricius, »čigar kariera je bila posvečena preučevanju zakon«. Ugotovljeno je bilo, da je epitaf posvečen slavnemu profesorju pravne šole iz 5. stoletja. Leta 1994 so arheološka izkopavanja pod grško pravoslavno stolnico sv.a Jurija na trgu Nejmeh v osrednjem okrožju Bejruta odkrila strukturne elemente stolnice Anastasis, vendar so bila omejena na območje 316 kvadratnih metrov in niso uspela odkriti pokopane šole.